# Afroestricus insectaris
Afroestricus insectaris är en tvåvingeart som beskrevs av Scarbrough 2005. Afroestricus insectaris ingår i släktet Afroestricus och familjen rovflugor. Inga underarter finns listade i Catalogue of Life.